# 見る人が見た!!
見る人が見た!!（みるひとがみた）は、2015年4月5日未明（4月4日深夜）から10月4日未明（10月3日深夜）までテレビ朝日で毎週日曜0:45 - 1:15（土曜深夜、JST）に放送されていたバラエティ番組である。本番組の前番組である『エンタメファクトリー』枠で放送されたものをレギュラー化した。

## 概要
ある世界のプロフェッショナルがレポーターとなり、異なる世界を覗き見する。

## 出演者
- 久冨慶子（テレビ朝日アナウンサー）

## スタッフ
- ナレーター：脇坂京子
- 構成：飯塚大悟、あだち昌也、増子光男、鹿谷忠弘、大平将貴、奥山聡紀、三浦智信、久保川きよみ、木崎正和
- 編成：船引貴史→吉村周
- リサーチ：フリード
- AD：高畠大地、崎山七絵、伊藤春香、松居博史
- AP：竹内もも子、勝部愛、武内由加里
- ディレクター：鎗野貴生、佐々部龍太、長谷川栄治、戸田悠貴、木島雄大
- チーフディレクター：米田裕一
- プロデューサー：滑川親吾→鈴木忠親、中野光春、菊池貴也、奥田隆英、馬場哉
- ゼネラルプロデューサー：友寄隆英
- 制作著作：テレビ朝日

## ネット局と放送時間
| 放送対象地域 | 放送局         | 系列           | 放送日時                     | 放送開始日    | 遅れ日数   |
| ------------ | -------------- | -------------- | ---------------------------- | ------------- | ---------- |
| 関東広域圏   | テレビ朝日     | テレビ朝日系列 | 日曜 0:45 - 1:15（土曜深夜） | 2015年4月5日  | 制作局     |
| 福島県       | 福島放送       | テレビ朝日系列 | 日曜 0:45 - 1:15（土曜深夜） | 2015年4月5日  | 同時ネット |
| 秋田県       | 秋田朝日放送   | テレビ朝日系列 | 月曜 1:40 - 2:10（日曜深夜） | 2015年4月13日 | 遅れネット |
| 福岡県       | 九州朝日放送   | テレビ朝日系列 | 水曜 1:50 - 2:20（火曜深夜） | 2015年4月15日 | 遅れネット |
| 岩手県       | 岩手朝日テレビ | テレビ朝日系列 | 火曜 1:20 - 1:50（月曜深夜） | 2015年4月21日 | 遅れネット |
| 山口県       | 山口朝日放送   | テレビ朝日系列 | 水曜 0:50 - 1:20（火曜深夜） | 2015年4月22日 | 遅れネット |
| 長野県       | 長野朝日放送   | テレビ朝日系列 | 日曜 1:25 - 1:55（土曜深夜） | 2015年4月26日 | 遅れネット |
| 北海道       | 北海道テレビ   | テレビ朝日系列 | 日曜 0:45 - 1:15（土曜深夜） | 2015年5月10日 | 遅れネット |